# Little Ponton
Little Ponton – wieś w Anglii, w hrabstwie Lincolnshire, w dystrykcie South Kesteven. Leży 40 km na południe od Lincoln i 157 km na północ od Londynu.
Miejscowość liczy 135 mieszkańców.